# Edvaldo Gonçalves Amaral
Edvaldo Gonçalves Amaral SDB (* 25. Mai 1927 in Recife) ist ein brasilianischer römisch-katholischer Ordensgeistlicher und Alterzbischof von Maceió.

## Leben
Edvaldo Gonçalves Amaral trat der Ordensgemeinschaft der Salesianer Don Boscos bei und empfing am 8. Dezember 1954 die Priesterweihe.
Papst Paul VI. ernannte ihn am 15. Februar 1975 zum Weihbischof in Aracaju und Titularbischof von Zallata. Der Erzbischof von Aracajú, Luciano José Cabral Duarte, spendete ihm am 20. April desselben Jahres die Bischofsweihe; Mitkonsekratoren waren Nivaldo Monte, Erzbischof von Natal, und Antônio Campelo de Aragão SDB, emeritierter Bischof von Petrolina.
Am 2. September 1980 wurde er zum Bischof von Parnaíba ernannt. Am 24. Oktober 1985 wurde er zum Erzbischof von Maceió ernannt. Am 3. Juli 2002 nahm Papst Johannes Paul II. sein altersbedingtes Rücktrittsgesuch an.